# Ericus Jonæ Drysander
Ericus Jonæ Drysander, född 1589, död 1653 i Väderstads socken, var en svensk präst.

## Biografi
Drysander föddes 1589. Han var son till kyrkoherden Jonas Erici i Ekebyborna socken. Drysander blev 1607 student vid Uppsala universitet. Han prästvigdes 1608. Drysander blev 1617 kollega i Linköping. Han kom sen att bli komminister i Appuna församling. Kyrkoherde blev han 1620 i Ekebyborna församling och 1643 i Väderstads församling. Drysander avled 1653 i Väderstads socken.

### Familj
Drysander gifte sig med Anna Andersdotter (död 1678). De fick tillsammans barnen Jonas Ekman (1635-1679), Andreas Drysander (född 1640), Petrus Drysander, Ingeborg Drysander och en dotter.